# جورجي أوفسيانيكوف
جورجي أوفسيانيكوف (بالرومانية: Gheorghe Ovseanicov)‏ (مواليد 12 أكتوبر 1985 في الاتحاد السوفييتي) لاعب كرة قدم مولدوفي دولي يجيد اللعب في خط الدفاع . يلعب حاليا لصالح نادي أوليمبيا بالتي المولدوفي منذ 2006 .

## روابط خارجية
- جورجي أوفسيانيكوف على موقع قاعدة بيانات كرة القدم.إي يو (الإنجليزية)
- جورجي أوفسيانيكوف على موقع ناشيونال فوتبول تيمز (الإنجليزية)
- جورجي أوفسيانيكوف على موقع Soccerway.com (الإنجليزية)